# Robert McWade
Robert McWade, född 25 januari 1872 i Buffalo, New York, död 19 januari 1938 i Culver City, Kalifornien, var en amerikansk skådespelare. Från 1900-talets början och fram till 1927 var han verksam som teaterskådespelare på Broadway. Lagom till ljudfilmens genombrott blev han birollsskådespelare i Hollywoodfilmer och han medverkade totalt i över 80 filmer.

## Filmografi, urval
- 1930 – Fötterna först
- 1931 – Cimarron
- 1931 – A.B. Tre Skälmar
- 1931 – Storstadens lockfåglar
- 1932 – Grand Hotel
- 1932 – Jag är en förrymd kedjefånge
- 1932 – Kärlekens bakgata
- 1932 – Tändstickskungen
- 1933 – 42:a gatan
- 1933 – Kinesiska rummets hemlighet
- 1933 – Själar till salu
- 1933 – En enda natt
- 1933 – Kvinnor utan män
- 1935 – Diamantkungen
- 1935 – Spännande timmar
- 1936 – Nästa gång vi lever
- 1937 – Mannen hon älskade
- 1938 – Den gyllene jorden